# Pasticcio di carne
Il pasticcio di carne è una torta salata composta da un involucro di pasta ripieno di carne e, spesso, varie spezie.

## Storia
Sin dall'antica Roma, la parola "pasticcio" indicava una torta salata con un qualunque tipo di ripieno. Il termine latino pasticium si incontra già nel De re coquinaria di Apicio (I secolo).
Il pasticcio di carne rientra fra le ricette del Maestro Martino da Como (XV secolo). I pastelli – così il Maestro si riferiva ai pasticci – di carne erano per lo più a base di cervo, vitello o pollo. Talora era previsto l'inserimento di uccelli vivi all'interno del ripieno.

## Varianti

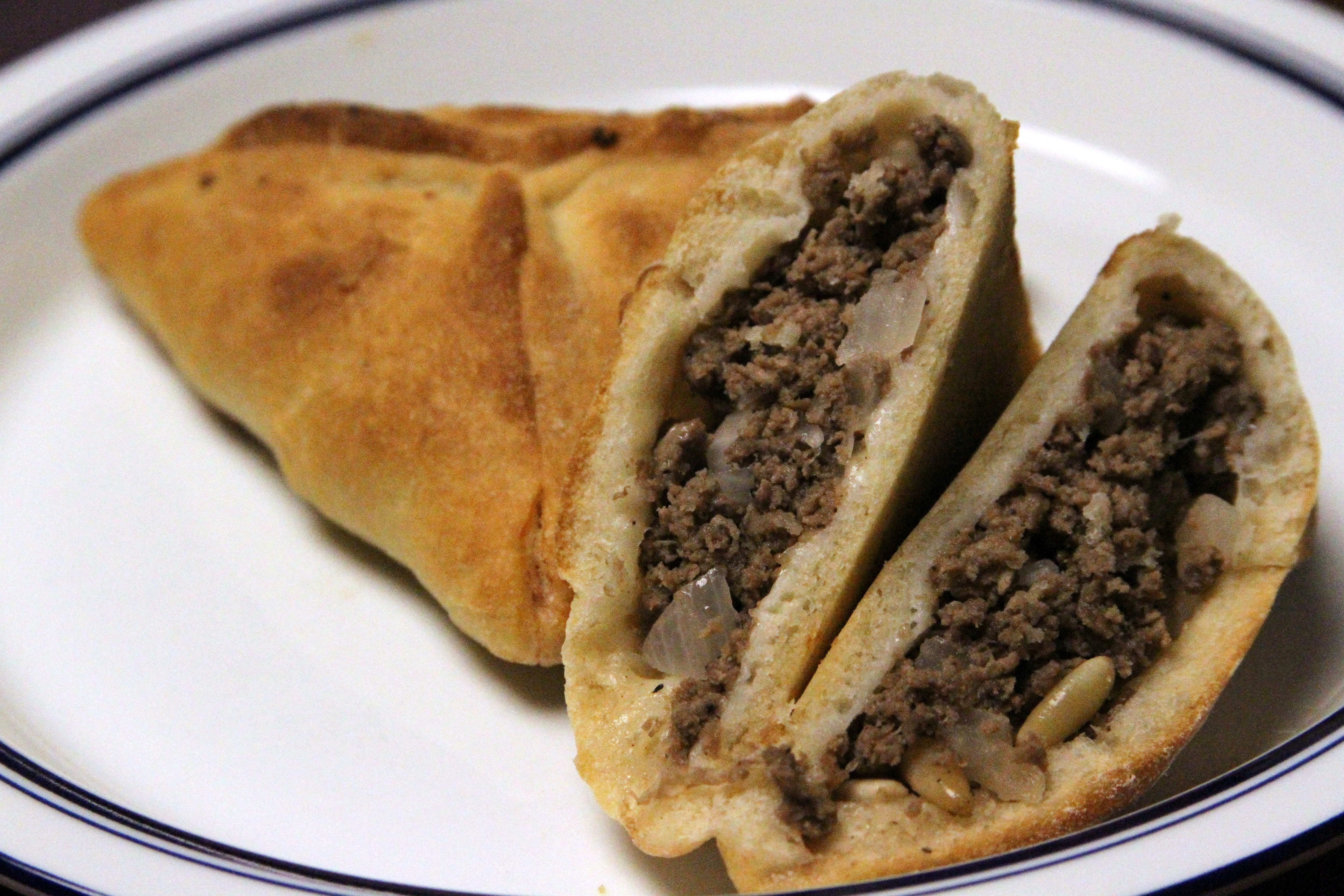
I fata'ir, focacce ripiene di carne tipiche della cucina mediorentale

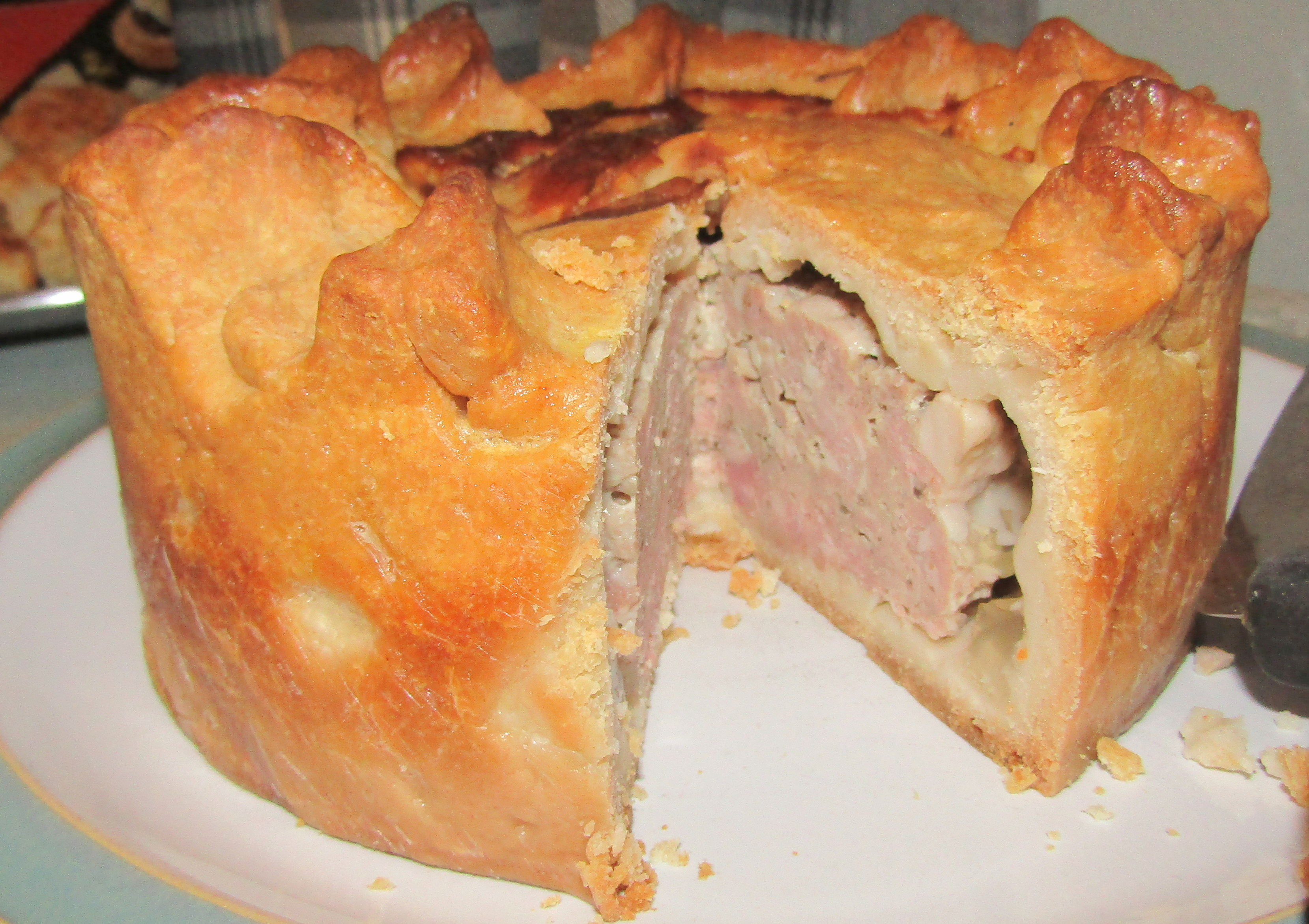
Una pork pie, torta salata inglese a base di carne di maiale

È possibile trovare in tutto il mondo varianti del pasticcio di carne:
- Negli Stati Uniti, il pasticcio di carne di Natchitoches (Natchitoches meat pie) è uno dei piatti nazionali dello stato della Louisiana.[3]
- La tourtière è un pasticcio di carne e patate tipico del Québec.
- Australia e Nuova Zelanda condividono una variante tipica della meat pie, consistente in piccolo tortino (delle dimensioni di un pasticcino) ripieno di carne.
- Due varianti molto note in Inghilterra sono la pork pie, a base di carne di maiale, e il cornish pasty, originario della Cornovaglia. Nel resto della Gran Bretagna (ma anche in Irlanda) troviamo invece la tradizionale cottage pie, pasticcio di carne rossa (manzo o agnello) ricoperto da una purea di patate.
- In Ossezia, il fydzhin è un pasticcio ripieno di carne, cipolle, aglio e peperoni.
- Il sarburma è un pasticcio di carne tipico della cucina tatara di Crimea, che viene preparato arrotolato a forma di chiocciola.